# Mont Aiguille
Il Mont Aiguille (2.087 m s.l.m.) è una montagna delle Prealpi del Vercors nelle Prealpi del Delfinato. Si trova nel dipartimento francese dell'Isère. È una delle Sette meraviglie del Delfinato.

## Storia
Il monte è ricordato per la prima ascesa avvenuta nel 1492. Antoine de Ville, ciambellano di Carlo VIII di Francia, su ordine del re parte alla conquista della vetta con un manipolo di sette persone: tre ecclesiasti, un predicatore, un carpentiere, un tagliatore di pietre ed un fabbricatore di scale di corte. Per conquistare la vetta utilizzarono solamente i classici strumenti militari degli assedi alle mura cittadine, cioè scale, corde e ferri. Sulla vetta issarono tre croci e costruirono un ricovero in cui soggiornarono qualche giorno, in cui ricevettero le visite dei notabili locali e delle cibarie.
Dopo la conquista della montagna il nome originario, Mont Inaccessible, fu modificato nell'attuale. Questa prima ascesa è ricordata da Francois Rabelais nel quarto libro del Gargantua e Pantagruel. Il nome del monte, tradotto in italiano, significa "ago".